# Babina caldwelli
Babina caldwelli es una especie de anfibio anuro de la familia Ranidae.

## Distribución geográfica
Esta especie es endémica de la República Popular China. 
Se encuentra en las provincias de Yunnan, Sichuan, Jiangxi, Fujian y Hainan.

## Taxonomía
Algunos autores consideran que Babina caldwelli es sinónimo de Babina adenopleura, especialmente Fei en 1999 y Fei, Hu, Ye &. Huang en 2009, sin embargo, Dubois en 1992 lo ve como una especie separada.

## Etimología
Esta especie lleva el nombre en honor a Harry R. Caldwell. 

## Publicación original
- Schmidt, 1925 : New Chinese amphibians and reptiles. American Museum Novitates, n.º 175, p. 1-3[3]